# Irak - det nya Arabien
Irak – det nya Arabien är en bok av Jan Guillou och Marina Stagh, utgiven 1977 på Norstedts förlag. Boken är en reseskildring av Irak och dess utveckling efter Baathpartiets maktövertagande 1968.
Boken har i efterhand kritiserats av bland andra Per Ahlmark för att alltför okritiskt skildra det irakiska styret, som då leddes av Ahmad Hasan al-Bakr. Bland annat skriver Guillou och Stagh i boken att "Den europeiska föreställningen om Irak som ett alldeles särskilt våldsamt land är varken mer eller mindre en blandning av politisk propaganda och rasistiska fantasier". Baathpartiet, menar författarna, "etablerade den politiskt mest stabila och ekonomiskt mest framgångsrika regimen i det revolutionära Iraks historia" och Baathregimen är "uppenbart populär och tillhör Arabvärldens stabilaste". Vidare skriver de att "Sammanfattningsvis bör man kunna slå fast att Irak har för det första färre inskränkningar i pressfriheten än en majoritet av världens länder, och att Irak för det andra är på väg att utvecklas i riktning mot större och inte mindre pressfrihet". Om det beryktade Abu Ghraib-fängelset skriver författarna att "Det sammanlagda intrycket är alltså, för att göra en absolut rättvis jämförelse, att förhållandena på Abu Ghraib var bättre än de är på svenska fängelser".
I sin självbiografi Ordets makt och vanmakt (2009) skriver Guillou att Irak – det nya Arabien skrevs 1975, vid en tidpunkt då han menar att de flesta av citaten kunde ses som riktiga. Saddam Hussein övertog presidentposten i Irak 1979 men var redan en betydelsefull politisk person, vilket Guillou för övrigt även själv påpekar i sin bok från 1977, och även i självbiografin från 2009. I självbiografin skriver Guillou: "En av de världspolitiskt obetydliga konsekvenserna av den utvecklingen var att boken "Irak - det nya Arabien" hamnade på historiens sophög. För en gångs skull är uttrycket rätt precist. Det blev liksom inte läge för att trycka nya upplagor". Han skriver också att boken fick många bra recensioner av den svenska dagspressen då den gavs ut 1977.